# Кировский сельсовет (Ставропольский край)
Кировский сельсовет — упразднённое сельское поселение в Труновском районе Ставропольского края России.
Административный центр — посёлок имени Кирова.

## История
Статус и границы сельского поселения установлены Законом Ставропольского края от 4 октября 2004 г. № 88-КЗ «О наделении муниципальных образований Ставропольского края статусом городского, сельского поселения, городского округа, муниципального района».
С 16 марта 2020 года, в соответствии с Законом Ставропольского края от 31 января 2020 г. № 14-кз, все муниципальные образования Труновского муниципального района были преобразованы путём их объединения в единое муниципальное образование Труновский муниципальный округ.

## Население
| 1989  | 2002  | 2010  | 2011  | 2012  | 2013  | 2014  |
| ----- | ----- | ----- | ----- | ----- | ----- | ----- |
| 2471  | ↗2949 | ↘2944 | ↘2938 | ↘2886 | ↘2865 | ↘2820 |
| 2015  | 2016  | 2017  | 2018  | 2019  | 2020  |       |
| ↘2779 | ↘2726 | ↘2674 | ↘2625 | ↘2577 | ↘2517 |       |

### Национальный состав
По итогам переписи населения 2010 года проживали следующие национальности (национальности менее 1 %, см. в сноске к строке "Другие"):
| Национальность | Численность | Процент |
| -------------- | ----------- | ------- |
| Русские        | 2524        | 85,73   |
| Лезгины        | 203         | 6,90    |
| Табасараны     | 33          | 1,12    |
| Армяне         | 31          | 1,05    |
| Чеченцы        | 30          | 1,02    |
| Другие         | 123         | 4,18    |
| Итого          | 2944        | 100,00  |

## Состав сельского поселения
| № | Населённый пункт     | Тип населённого пункта          | Население |
| - | -------------------- | ------------------------------- | --------- |
| 1 | Нижняя Терновка      | посёлок                         | ↘162      |
| 2 | Новотерновский       | посёлок                         | ↘291      |
| 3 | Посёлок имени Кирова | посёлок, административный центр | ↘1438     |
| 4 | Правоегорлыкский     | посёлок                         | ↘198      |
| 5 | Сухой Лог            | посёлок                         | ↘107      |